# تايب سيج

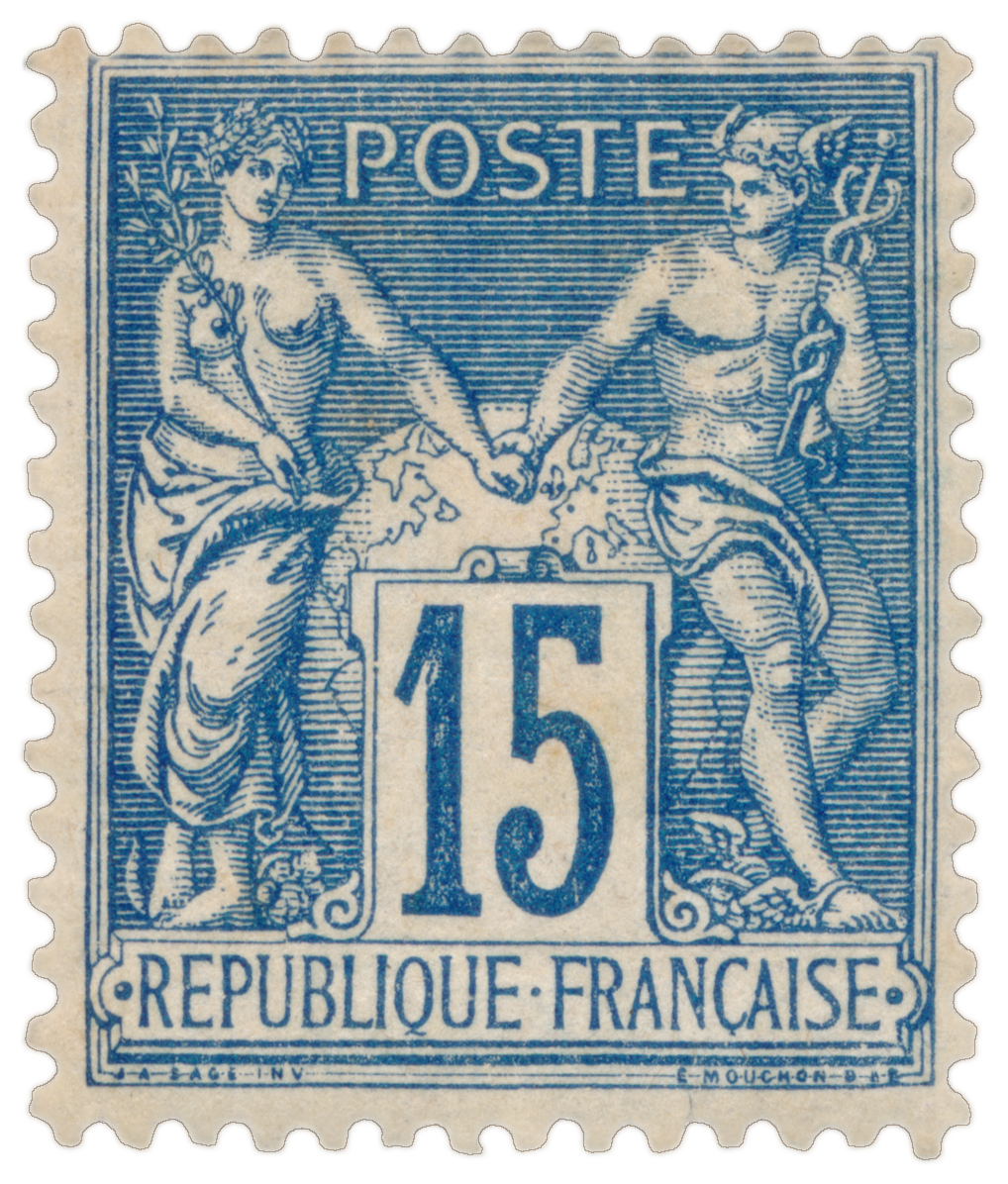
طابع بريدي من عام 1892 "تايب سيج/السلام والتجارة"

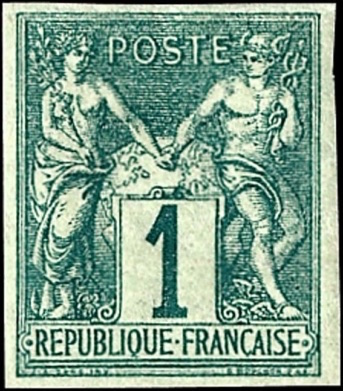
طابع بريدي غير مثقوب "تايب سيج/السلام والتجارة" للمستعمرات الفرنسية

"تايب سيج" (يُشار إليه أيضًا باسم "السلام والتجارة") هو إشارة إلى السلسلة النهائية من الطوابع البريدية التي أصدرها مكتب البريد الفرنسي بين عامي 1876 و1900. حيث طبعت الشخصيتين المركزيتين بمجموعة متنوعة من الألوان والظلال وهما رمزان للسلام (على اليسار) والتجارة (على اليمين) مما أدى إلى ظهور اسم السلسلة. يأتي اسم "تايب سيج" من ميل هواة جمع الطوابع الفرنسيين إلى الإشارة إلى السلسلة باسم مصمم العمل الفني في هذه الحالة جول أوغست سيج الذي يظهر اسمه كـ"جا ساج إنف" على طول الحافة اليسرى السفلية للطابع أسفل كلمة "ريبوبليك" من "الجمهورية الفرنسية".
سلسلة تايب سيج / السلام والتجارة هي واحدة من السلاسل النهائية الأكثر شمولاً من أواخر القرن التاسع عشر. ويذكر كتالوج سكوت أربعة وأربعين (44) طابعًا مختلفًا في هذه السلسلة تتراوح قيمتها الاسمية من 1 سنت إلى 5 فرنك دون احتساب الطبعات الزائدة والأصناف البسيطة.
كانت الطوابع الصادرة بهذا التصميم والمثقوبة تستخدم في فرنسا نفسها كما كانت تستخدم أيضًا في مكاتب البريد الفرنسية في الخارج. لم تنشأ طوابع بريدية معدة خصيصًا للاستخدام في الخارج حتى منتصف إلى أواخر تسعينيات القرن التاسع عشر عندما طبعوا طوابع هذه السلسلة بأنماط متنوعة قبل البيع.
قاموا بإعداد طوابع بهذا التصميم والتي أصدروها على شكل طوابع غير مثقوبة لاستخدامها في المستعمرات الفرنسية التي لم تصدر طوابعها المميزة في ذلك الوقت.

## التاريخ
نقش لويس-يوجين موشون هذه الطوابع للطباعة البارزة. حيث صدرت أولى طوابع هذه السلسلة عام 1876 وحلت محل طوابع الإمبراطورية الثانية (صور نابليون الثالث) وطوابع "سيريس" التي أُعيد إصدارها عام 1871. واستمرت طباعة فئات جديدة حتى عام 1900 حيث استُبدلت بطوابع "بلان" و"موشون" و"ميرسون". وطُبعت بعض طوابع "سيج" على مرحلتين: مرحلة أولى للون الخلفية ومرحلة ثانية للتصميم.
تُشكّل هذه الطوابع أول سلسلة منتظمة لم يطبعها أناتول هولو الذي طردته إدارة البريد في يونيو 1876. ومن يناير 1876 إلى 1895 أُنتجت في مطبعة باريس الواقعة في شارع هوتفيل تحت مسؤولية بنك فرنسا، ثم تحت مسؤولية إدارة البريد التي اشترت المعدات والمباني. فمن عام 1895 إلى عام 1900 كانت أول ما طُبع في مطبعة شارع برون بجنوب باريس.

## مكاتب البريد الفرنسية

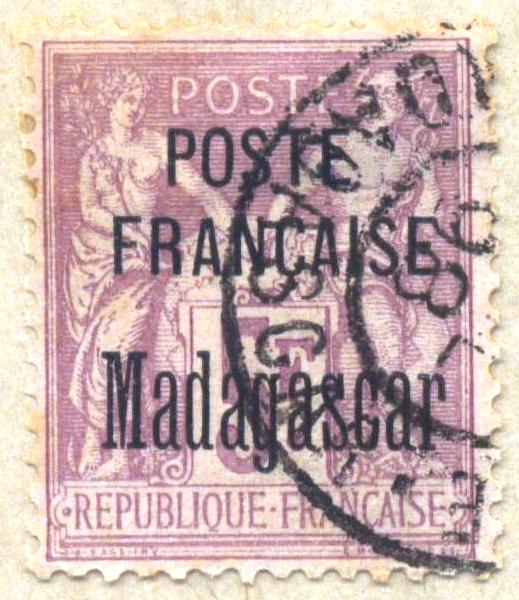
مدغشقر
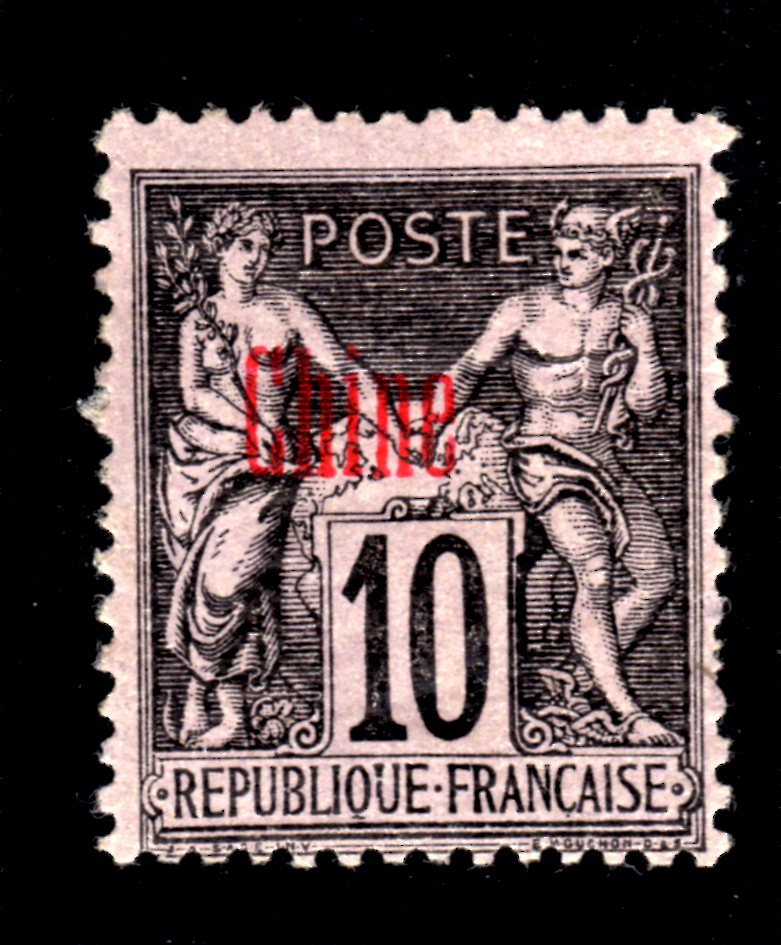
مكاتب البريد الفرنسية في الصين
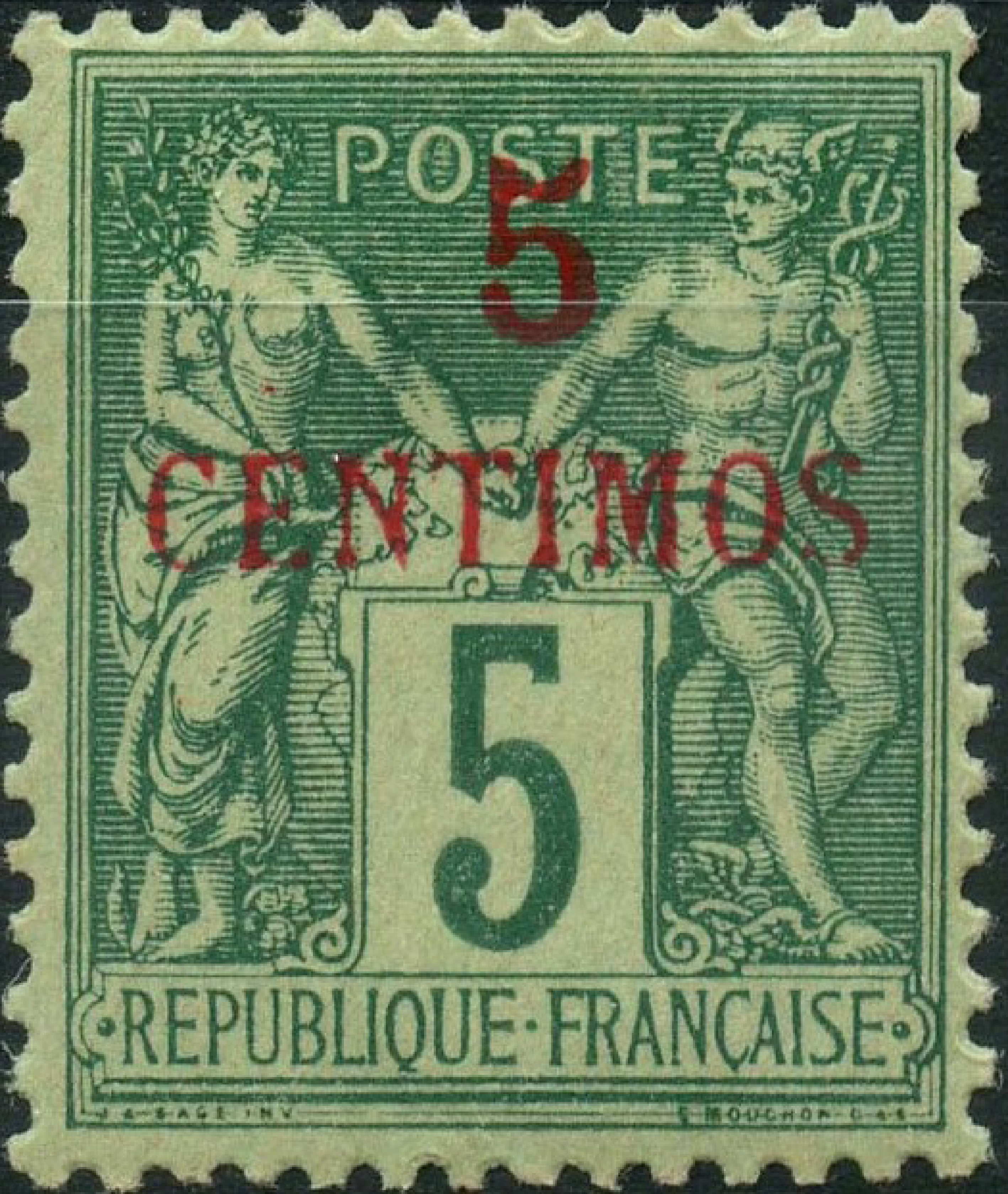
مكاتب البريد الفرنسية في المغرب
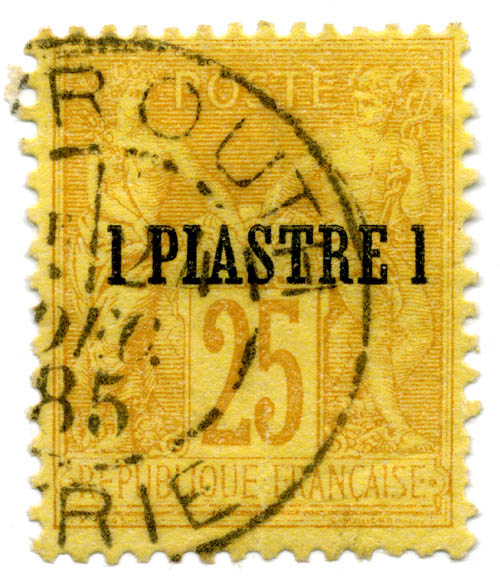
مكاتب البريد الفرنسية في الدولة العثمانية
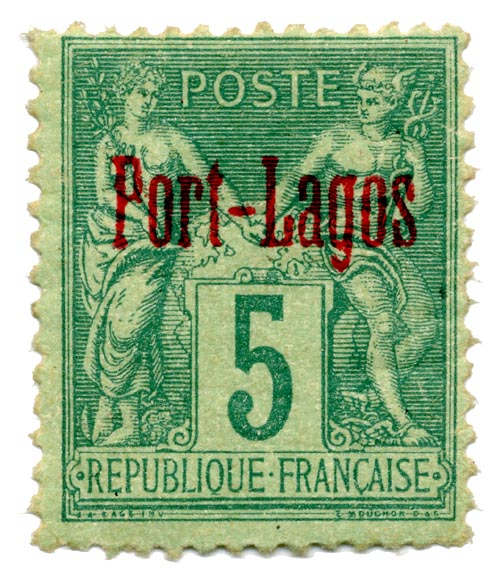
مكاتب البريد الفرنسية في بورت لاغوس
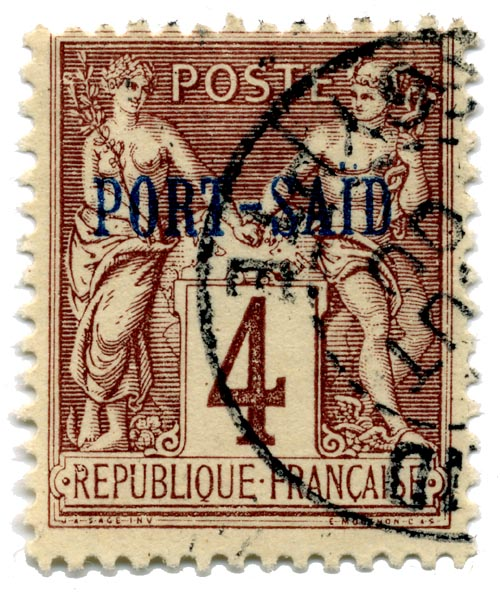
مكاتب البريد الفرنسية في بورسعيد
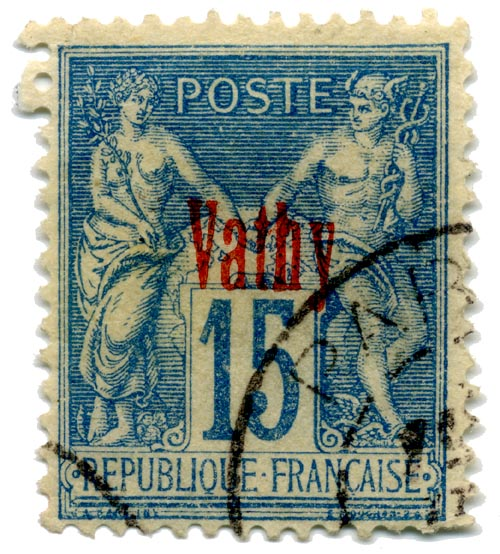
مكاتب البريد الفرنسية في فاثي

## الإصدارات المختلفة
أصدرت طوابع نوع سيج في الفترة ما بين 1876 و1899.
يحتوي عمود اللون على روابط للفقرات التي تصف الطوابع:
| الوجه | التاريخ        | اللون                   | طراز       | ملحوظات                      |
| ----- | -------------- | ----------------------- | ---------- | ---------------------------- |
| 1 ج   | 10 نوفمبر 1876 | أخضر على أخضر باهت      | 1          |                              |
| 1 ج   | ديسمبر 1876    | أخضر على أخضر باهت      | 1 غير مسنن | المستعمرات العامة            |
| 1 ج   | يونيو 1877     | أسود على أزرق سماوي     | 2          |                              |
| 2 ج   | يوليو 1876     | أخضر على أخضر باهت      | 1          |                              |
| 2 ج   | 5 مايو 1877    | أحمر-بني                | 2          |                              |
| 4 ج   | 11 نوفمبر 1876 | أخضر على أخضر باهت      | 1          |                              |
| 5 ج   | يوليو 1876     | أخضر على أخضر باهت      | 1          |                              |
| 10 ج  | 8 أغسطس 1876   | أخضر على أخضر باهت      | 1          |                              |
| 15 ج  | يونيو 1876     | رمادي على رمادي باهت    | 1          |                              |
| 25 ج  | يوليو 1876     | أزرق فاتح على أزرق باهت | 1 و 2      | كلا النوعين خرجا في وقت واحد |